# Holtzer Fellowship

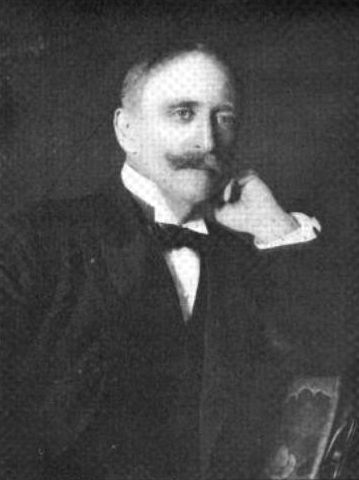
Charles W. Holtzer, Namensgeber des Stipendiums

Das Holtzer Fellowship, eigentlich Charles W. Holtzer Fellowship, finanziert jedes Jahr einen deutschen Studenten an der Harvard University. 1929 gegründet, ist das Holtzer Fellowship eines der ältesten aktiven Stipendien der Welt und gehört zu den höchstdotierten Stipendien in Deutschland.
Das Holtzer Fellowship wird gemäß dem Testament des deutsch-amerikanischen Geschäftsmanns und Philanthropen Charles William Holtzer verwaltet. Die Fellowships werden jedes Jahr von der Harvard University auf Empfehlung des Deutschen Akademischen Austauschdienstes vergeben.

## Geschichte
Charles W. Holtzer wurde am 26. August 1848 in Karlsruhe geboren. Im Alter von 20 Jahren wanderte er in die Vereinigten Staaten aus und gründete ein Elektronikunternehmen am Harvard Square, aus dem schließlich die Holtzer-Cabot Electric Co. hervorging.
Die Holtzer Fellowships wurden 1929 nach Holtzers Tod mit einer Großpende von 75.000 USD ins Leben gerufen. Nach dem Ersten Weltkrieg wollte Holtzer den akademischen Austausch zwischen den USA und Deutschland, seinem Heimatland, fördern. Bei der Einführung des Fellowships schrieb der Harvard Crimson: „Ein einziges Auslandsstipendium, das einen besonders qualifizierten Studenten zum Studium in dieses Land bringt, kann mehr bewirken als alle Treffen von Friedensgesellschaften, auf denen über das Verbot von Kriegen diskutiert wird.“

## Förderung
Das Holtzer Fellowship ist das älteste noch aktive internationale Stipendium, das seine Stipendiaten ausschließlich nach Harvard schickt.
Für die Holtzer Fellowships 2023/24 umfasst die Förderung die gesamten Studiengebühren, Krankenversicherung, 1.500 € Reisekosten und einen Unterhaltszuschuss von 18.000 € (etwas weniger als der vergleichbare, einkommensabhängige Höchstzuschuss des Kennedy-Fellowships in Höhe von 27.250 USD).

## Bekannte Altstipendiaten

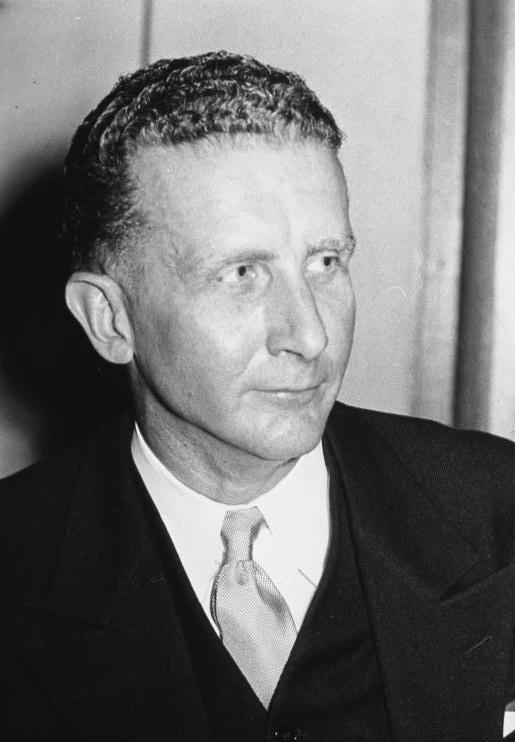
Hans Georg Rupp, Altstipendiat und ehem. Richter am Bundesverfassungsgericht

- Hans Georg Rupp, Altstipendiat und ehem. Richter am BundesverfassungsgerichtH. W. Janson (1913–1982), deutsch-amerikanischer Kunsthistoriker[11]
- Hans G. Rupp (1907–1989), deutscher Rechtsanwalt und ehem. Richter am Bundesverfassungsgericht[11]
- Wolfgang Stolper (1912–2002), österreichisch-amerikanischer Wirtschaftswissenschaftler[11]
- Horst K. von Einsiedel (1905–1947), deutscher Widerstandskämpfer gegen den Nationalsozialismus und Mitglied des Kreisauer Kreises[12]
- Hermann J. Schnitzler (1905–1976), deutscher Kunsthistoriker[12]
- Fritz Ermath (1909–1948), deutscher Intellektueller und vom Nationalsozialismus Verfolgter[13]
- Hans-Lukas Teuber (1916–1977), deutsch-amerikanischer Psychologe und Begründer der Neuropsychologie[14]
- Jost Hermand (1930–2021), deutsch-amerikanischer Literaturwissenschaftler[15]
- Kaspar Naegele, deutscher Soziologe[16]